# Hetaerina westfalli
Hetaerina westfalli là loài chuồn chuồn trong họ Calopterygidae. Loài này được Rácenis mô tả khoa học đầu tiên năm 1968.